# Ulanivka, Illinți
Ulanivka (în ucraineană Уланівка) este un sat în comuna Iakubivka din raionul Illinți, regiunea Vinnița, Ucraina.

## Demografie
Componența lingvistică a localității Ulanivka
     Ucraineană (99,16%)
     Alte limbi (0,84%)
Conform recensământului din 2001, majoritatea populației localității Ulanivka era vorbitoare de ucraineană (99,16%), existând în minoritate și vorbitori de alte limbi.